# Clotilde Bizolon
Clotilde Bizolon, dite la mère Bizolon ou la maman des poilus, née Marie Josèphe Clotilde Thévenet le 20 janvier 1871 à Coligny dans l'Ain et morte le 3 mars 1940 dans le 2e arrondissement de Lyon des suites d'une agression survenue le 29 février, est une personnalité lyonnaise qui consacra une partie de sa vie au soutien des soldats de la Première Guerre mondiale. Elle est la fondatrice de l'Œuvre du déjeuner du soldat pendant la guerre de 1914-1918.

## Biographie

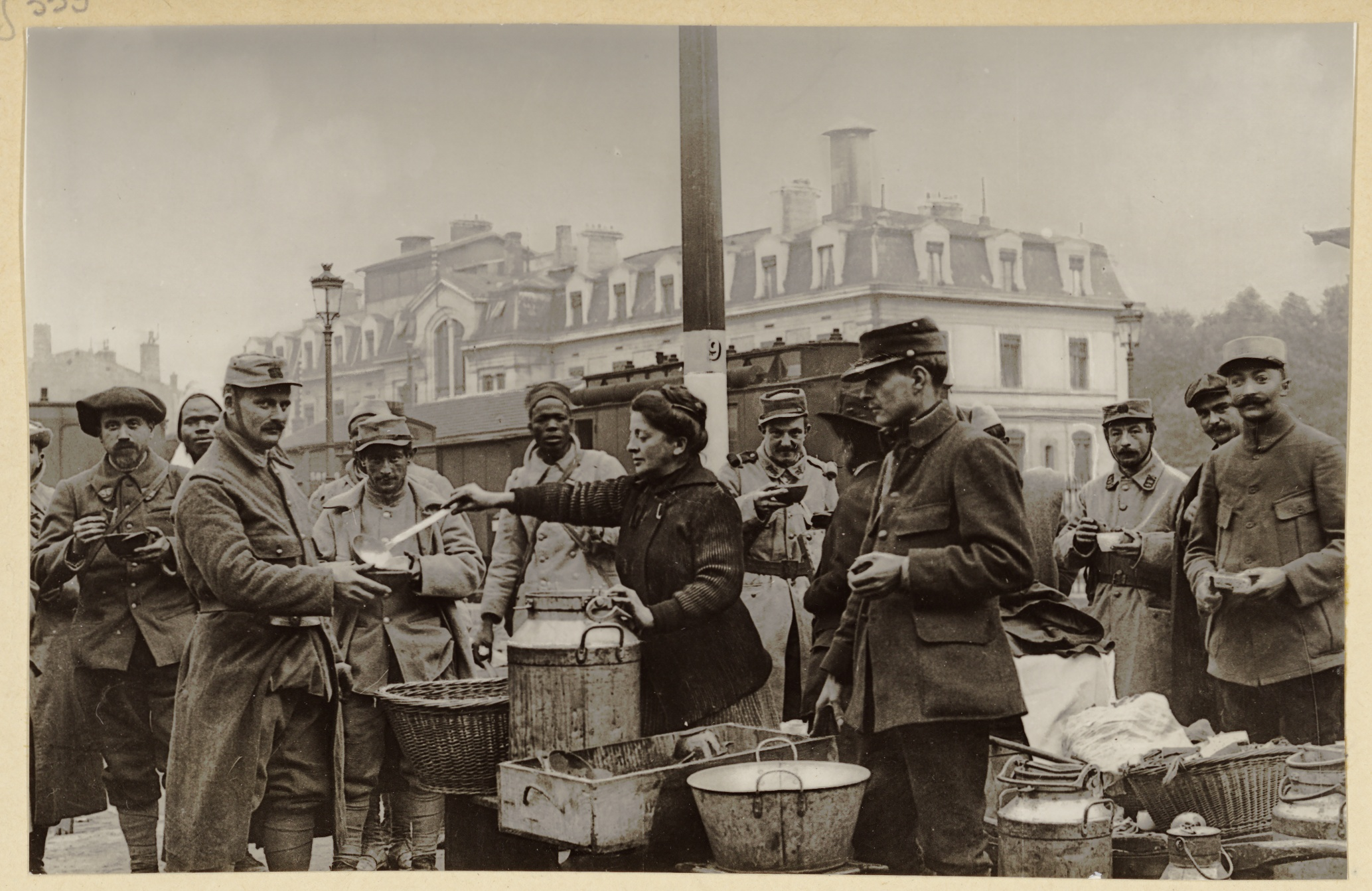
La buvette de la mère Bizolon à Lyon (entre 1914 et 1918).

Après le décès de son mari, puis de son fils Georges (1892-1915), au début de la Première Guerre mondiale, elle se retrouve seule. Avec l'aide d'amis et de voisins, elle crée près de la gare de Perrache, à Lyon, une buvette de plein air (« un pied humide », comme on dit à Lyon), lieu destiné à la détente et au réconfort des poilus passant par cette gare. Elle leur sert du café, du vin et leur prodigue encouragements et réconfort.
La buvette est d'abord faite de bric et de broc et, après de multiples sollicitations — et l'appui d'Édouard Herriot, maire de Lyon —, une nouvelle buvette faite de matériaux plus nobles est édifiée. Elle commence à recueillir des dons divers, reçoit notamment l'aide de sa voisine Mme Frachon, du médecin voisin, le docteur Mondan, ainsi que d'un riche Américain, M. John Jacob Hoff,. Les soldats la baptisent « la mère Bizolon ». 
Clotilde devient alors de plus en plus populaire, et est nommée par les Lyonnais « la maman des poilus » et par les soldats « La Madelon », qu'ils lui chantent régulièrement pour la remercier de sa générosité. 
Après la fin du conflit, elle transforme l'ancienne boutique de cordonnier de son mari en un modeste « bouchon lyonnais » et participe à de nombreuses œuvres de bienfaisance. Par sa modestie et sa notoriété, décorée de la Légion d'honneur en 1929, elle devient la plus célèbre « patronne des bouchons lyonnais ».
La buvette rouvrit lors de la Seconde Guerre mondiale en 1939.
Clotilde Bizolon est victime d'un crime crapuleux le 29 février 1940. Elle meurt le 3 mars 1940 et de nombreux lyonnais vinrent assister à ses funérailles, à la basilique Saint-Martin d'Ainay. Elle est enterrée au nouveau cimetière de la Guillotière.

## Galerie

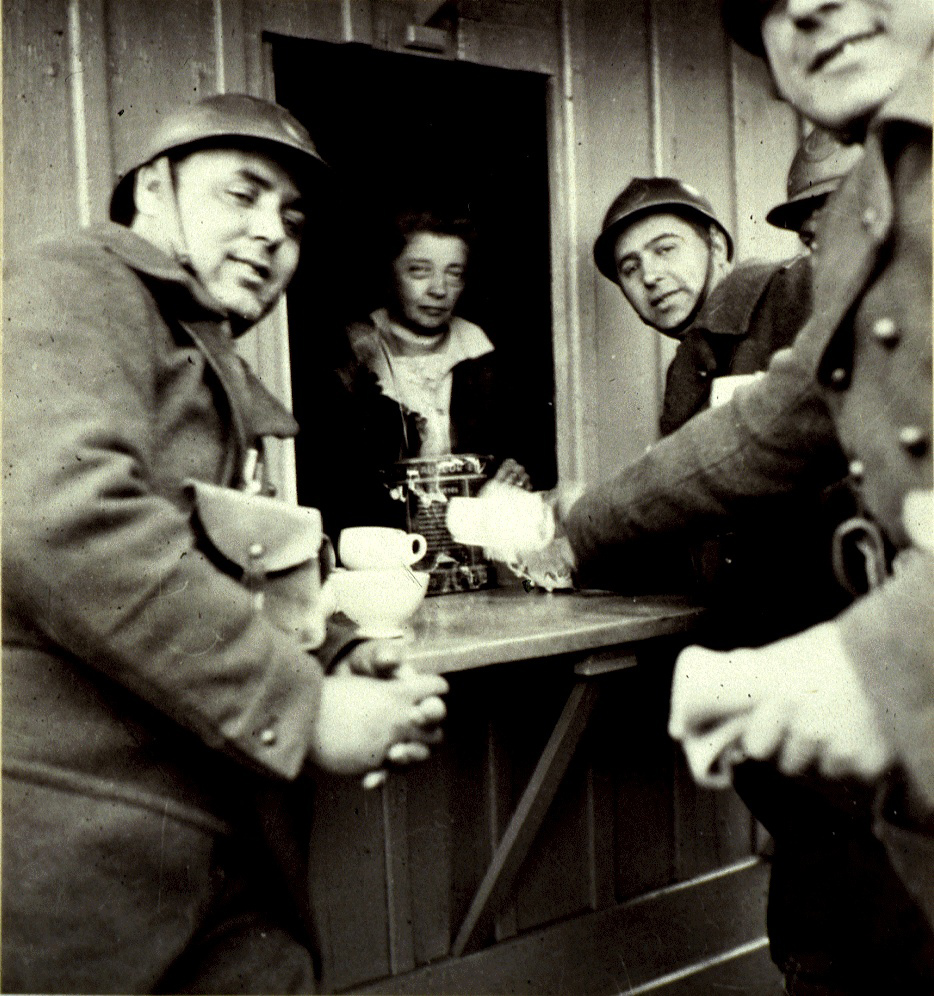
La seconde buvette de la mère Bizolon, Lyon (1939).
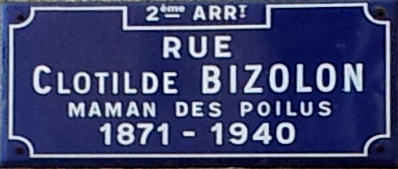
La plaque de la rue Clotilde-Bizolon, Lyon 2e.

## Assassinat
Le 29 février 1940, un livreur intrigué par des gémissements la retrouve ensanglantée. Manifestement agressée à son domicile par un inconnu. Elle décède le 3 mars à l'Hôtel-Dieu de Lyon.
Parallèlement Stanislas Bendich, unijambiste, est arrêté dans la même période pour un autre motif. Il décède lui-même au cours de sa détention, début mars 1940, des suites probables d'un suicide par empoisonnement. Il est alors considéré par l'autorité judiciaire comme le très probable meurtrier de Clotilde Bizolon, sans qu'aucun témoignage ne puisse étayer cette suspicion. Toutefois, cette hypothèse est remise en cause par un témoignage tardif : celui d'un Lyonnais, tout jeune homme au moment des faits qui, en compagnie de la concierge de l'immeuble aurait vu « débouler un soldat plutôt grand sortir de la porte borgne, juste derrière chez Clotilde ». La désorganisation de la police en pleine « débâcle » à ce moment n'aurait pas permis d'entendre son témoignage.
L'enterrement de la maman des poilus, pris en charge par la ville de Lyon, rassembla de nombreux Lyonnais et se déroula en présence du cardinal Gerlier.

## Décoration
- Officière de la Légion d'honneur (1929[13]). Une cérémonie a lieu à l'Hôtel de Ville de Lyon le 18 janvier 1930[7].

## Hommages
- Une plaque commémorative, apposée en gare de Lyon-Perrache[14] après la Seconde Guerre mondiale rappelle son dévouement.
- Plus tard, la ville de Lyon donnera son nom à une rue du 2e arrondissement de Lyon, la rue Clotilde-Bizolon[15].
- Le Musée Gadagne à Lyon conserve la célèbre louche de la Mère Bizolon.
- Une rue porte également son nom sur la commune de Coligny, sa commune de naissance.